# Kongsgård (Stavanger)
Hovedbygningen i Kongsgård, er sammen med Domkirken, Kirkegata, Valbergtårnet, Torvet og Breiavatnet Stavanger centrums fremmeste kendetegn. Kongsgård bruges nu af Stavanger katedralskole.